# Metopomuscopteryx tibialis
Metopomuscopteryx tibialis là một loài ruồi trong họ Tachinidae.